# 內奎爾峰

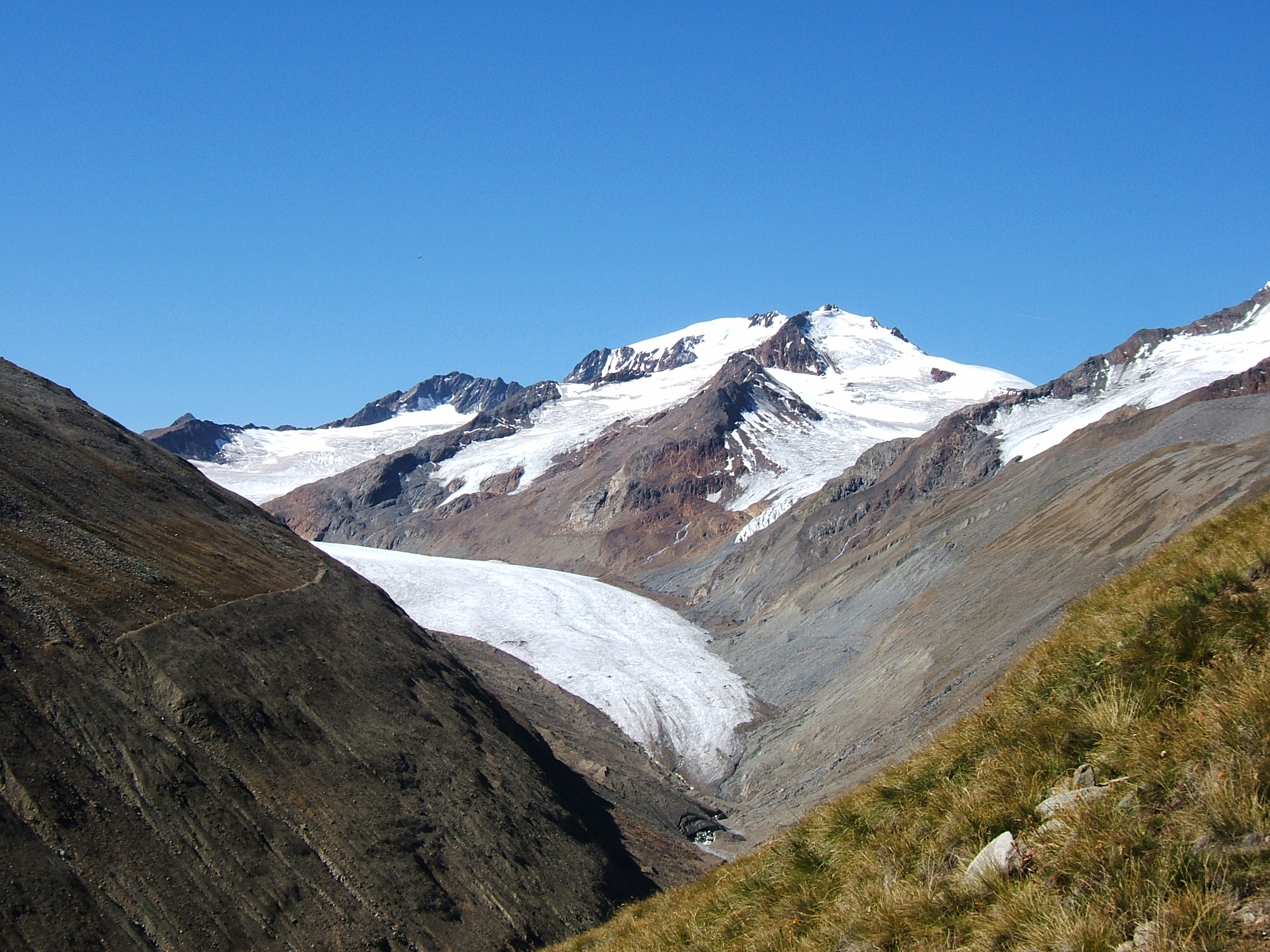

46°47′18″N 10°43′48″E / 46.788447°N 10.729981°E
內奎爾峰（德語：Innere Quellspitze），是中歐的山峰，位於奧地利和意大利接壤的邊境，屬於奧茨塔爾阿爾卑斯山脈的一部分，距離魏斯山0.4公里，海拔高度3,516米。